# Scrivania
La scrivania è un mobile che varia di forma e di grandezza, esso è costituito da un ripiano orizzontale, un particolare tavolo che viene utilizzato come appoggio per scrivere o lavorarci. È pertanto detta, soprattutto in riferimento a oggetti dei secoli passati, tavolo scrittoio o semplicemente scrittoio.

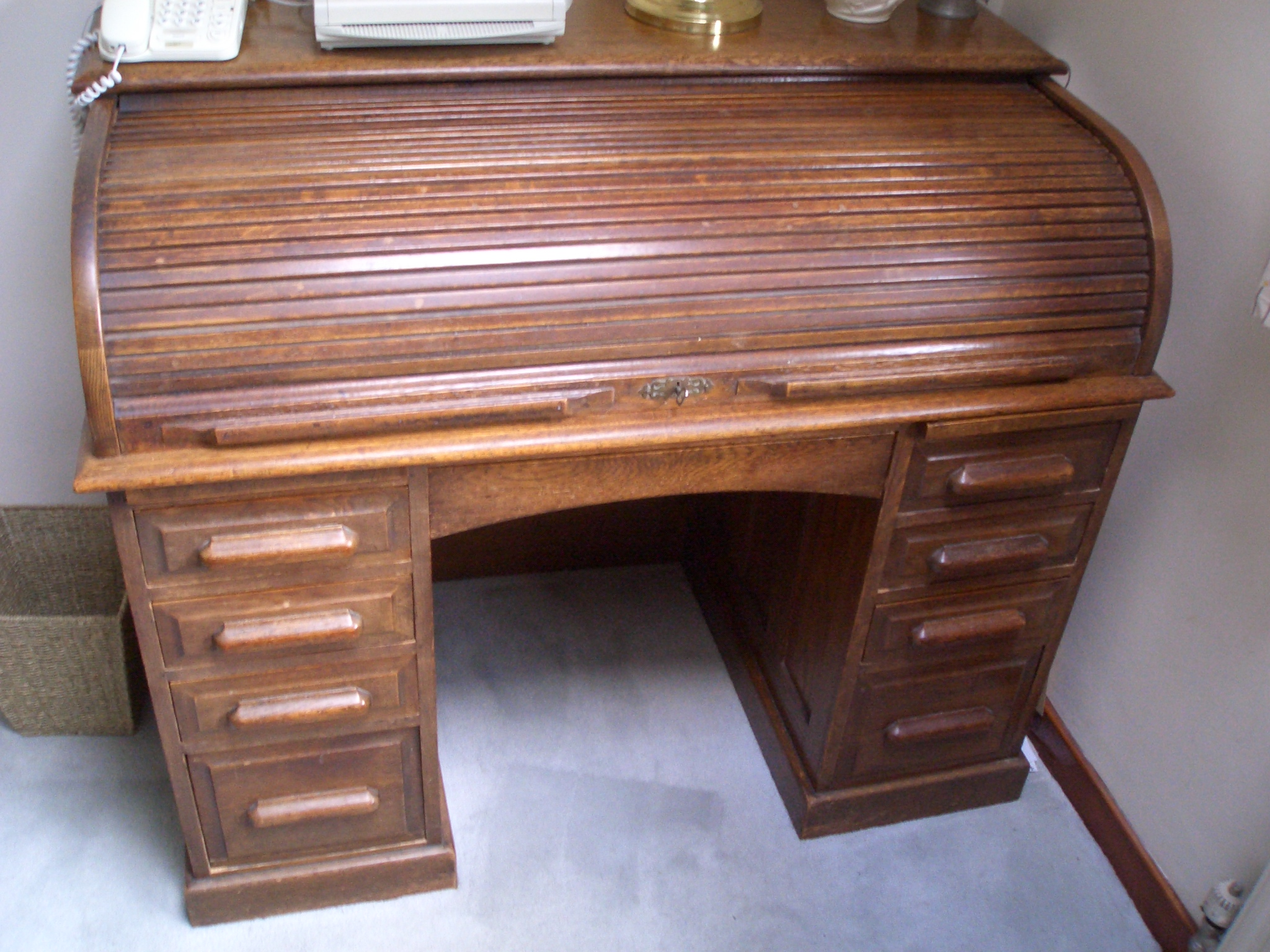
Scrivania avvolgibile (roll-top) che permette di essere chiusa con una copertura quando non viene utilizzata

Nel Medioevo era formato da due parti: dove si poneva l'occorrente per scriverci e il leggio. Successivamente vennero apportate sostanziali modifiche nel secolo XV e nel secolo XVI, quando vennero aggiunti dei cassetti che vennero inseriti ai lati. La sua forma subì poche varianti dalla prima metà del XIX secolo. La sua diffusione aumentò dopo la seconda guerra mondiale per via della diffusione del lavoro impiegatizio, che ha richiesto la dotazione di postazioni di lavoro negli uffici, e delle attività domestiche di studio e lavoro intellettuale, alle quali nelle abitazioni vengono spesso dedicati degli spazi appositi a uso esclusivo.

## Storia
I mobili in stile scrivania sembrano non essere stati utilizzati nell'antichità classica o in altri antichi centri di civiltà alfabetizzate in Medio Oriente o Estremo Oriente, ma non ci sono prove specifiche. Le illustrazioni medievali mostrano i primi mobili che sembrano progettati e costruiti per la lettura e la scrittura. Prima dell'invenzione della macchina da stampa a caratteri mobili nel XV secolo, qualsiasi lettore era potenzialmente uno scrittore o un editore o entrambi, poiché qualsiasi libro o altro documento doveva essere copiato a mano. Le scrivanie sono state progettate con asole e ganci per i segnalibri. Poiché i volumi dei manoscritti erano talvolta grandi e pesanti, le scrivanie dell'epoca avevano solitamente strutture massicce.
Le scrivanie del Rinascimento e delle epoche successive avevano strutture relativamente più sottili e sempre più cassetti furono aggiunti man mano che la lavorazione del legno diventava più precisa e l'ebanisteria divenne un mestiere distinto. Spesso è possibile sapere se un tavolo o un altro mobile di quei tempi fosse pensato per essere usato come scrivania, cercando un cassetto con tre piccole separazioni (una per il calamaio, una per la carta assorbente e una per il vassoio della polvere) e lo spazio per le penne.
Le forme di base della scrivania furono sviluppate principalmente nei secoli XVII e XVIII. La moderna scrivania ergonomica è una raffinatezza del tavolo da disegno o tecnigrafo meccanicamente complesso della fine del XVIII secolo.

## Era industriale
I perfezionamenti alle prime forme da scrivania furono considerevoli per tutto il XIX secolo, poiché i macchinari a vapore resero possibile la polpa a buon mercato verso la fine della prima fase della rivoluzione industriale. Ciò ha consentito un aumento del numero degli impiegati. Man mano che questi impiegati crescevano di numero, le scrivanie venivano prodotte in serie per loro in grandi quantità, utilizzando nuovi macchinari per la lavorazione del legno azionati a vapore. Questa è stata la prima netta divisione nella produzione di scrivanie. Da quel momento in poi, quantità limitate di scrivanie finemente lavorate hanno continuato ad essere costruite da maestri ebanisti per le case e gli uffici dei ricchi, mentre la stragrande maggioranza delle scrivanie veniva assemblata rapidamente da manodopera non qualificata da componenti prodotti in lotti da macchine utensili. Pertanto, l'età da sola non garantisce che una scrivania antica sia un capolavoro, poiché questa divisione della qualità è avvenuta più di cento anni fa.

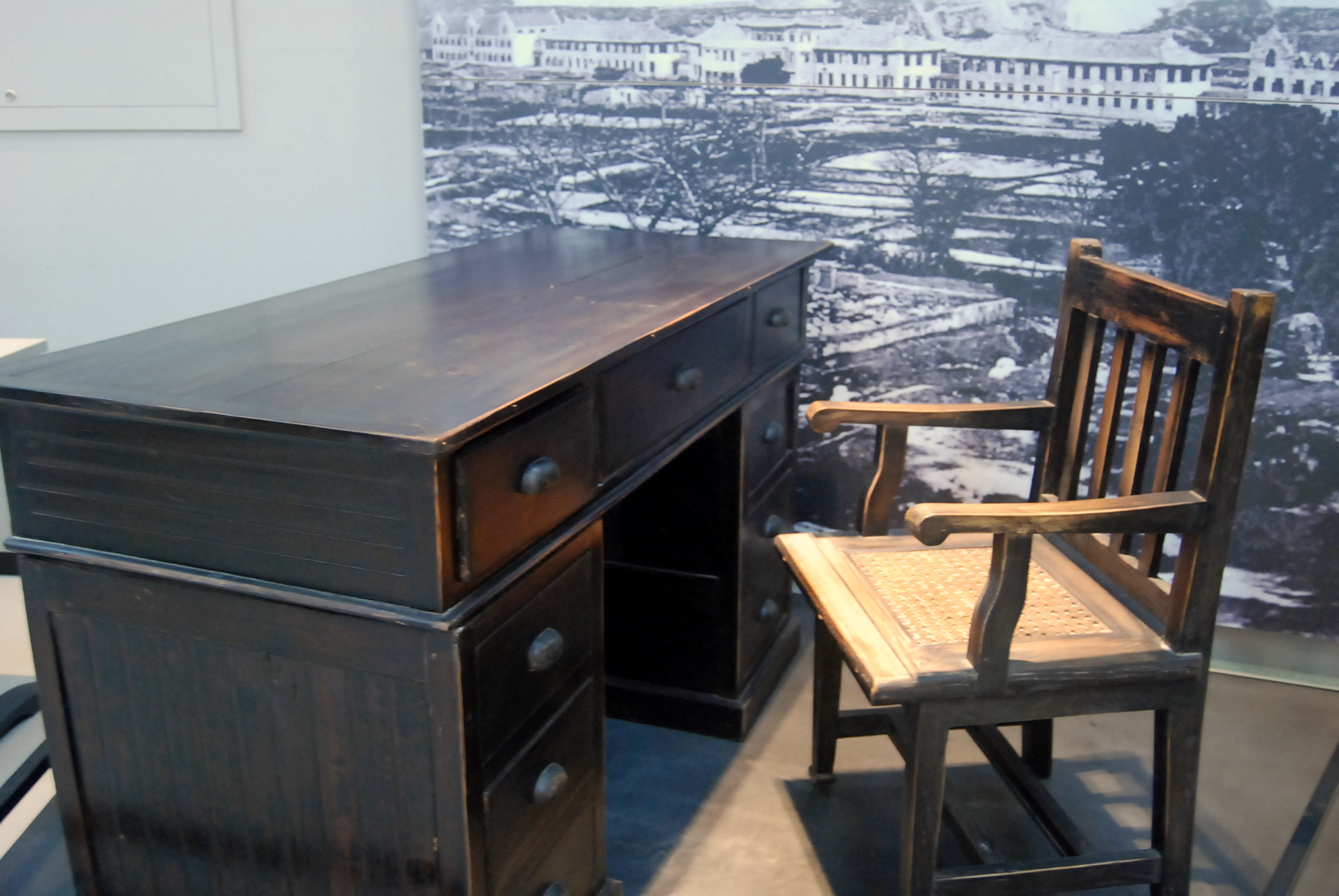
Scrivania cinese

Più carta e corrispondenza hanno portato alla necessità di scrivanie più complesse e scrivanie più specializzate, come la scrivania con alzata avvolgibile che era una variante a doghe prodotta in serie della classica scrivania a cilindro. Ha fornito un modo relativamente veloce ed economico per bloccare il flusso sempre crescente di documenti senza dover archiviare tutto entro la fine della giornata. I documenti cartacei sono diventati abbastanza voluminosi da poter essere conservati separatamente negli schedari. La corrispondenza e altri documenti erano ormai troppo numerosi per ricevere abbastanza attenzione da essere arrotolati o piegati di nuovo, quindi riassunti ed etichettati prima di essere incasellati in un piccolo scomparto sopra o sotto il piano di lavoro della scrivania. La famosa scrivania Wooton e altre furono le ultime manifestazioni dello stile "pigeonhole" (un processo che tenta di classificare entità disparate in un numero limitato di categorie). Le superfici di alcune scrivanie più recenti potevano essere trasformate in molte forme e angoli diversi ed erano ideali per artisti, disegnatori e ingegneri.

## Versioni in acciaio
Furono introdotte, con l'invenzione della macchina da scrivere, scrivanie in acciaio per sostenere carichi di carta più pesanti e resistere ai colpi inflitti da tali strumenti. Questo ha anche dato origine alla "scrivania della macchina da scrivere", una piattaforma, a volte su ruote e con superficie espandibile tramite alette, che è stata costruita ad un'altezza specifica per rendere la digitazione più facile e comoda rispetto a quando si utilizza una scrivania standard o tradizionale.
Un'altra grande espansione si ebbe nel secondo dopoguerra con la diffusione della fotocopiatura. Le scartoffie aumentarono ulteriormente il numero di impiegati, le cui superfici di lavoro diminuirono di dimensioni con l'aumento degli affitti degli uffici, e la carta stessa fu spostata sempre più direttamente negli schedari o inviata a centri specializzati di gestione dei documenti, o trasformata in microfilm, o entrambi. Le scrivanie modulari che ospitano diversi colleghi nelle vicinanze sono diventate comuni. Anche le scrivanie dirigenziali sono diventate prodotte in serie, costruite con compensato economico o pannelli di fibra rivestiti con finitura in legno, poiché il numero di persone che gestiscono i colletti bianchi è diventato ancora maggiore.

## Modelli studenteschi

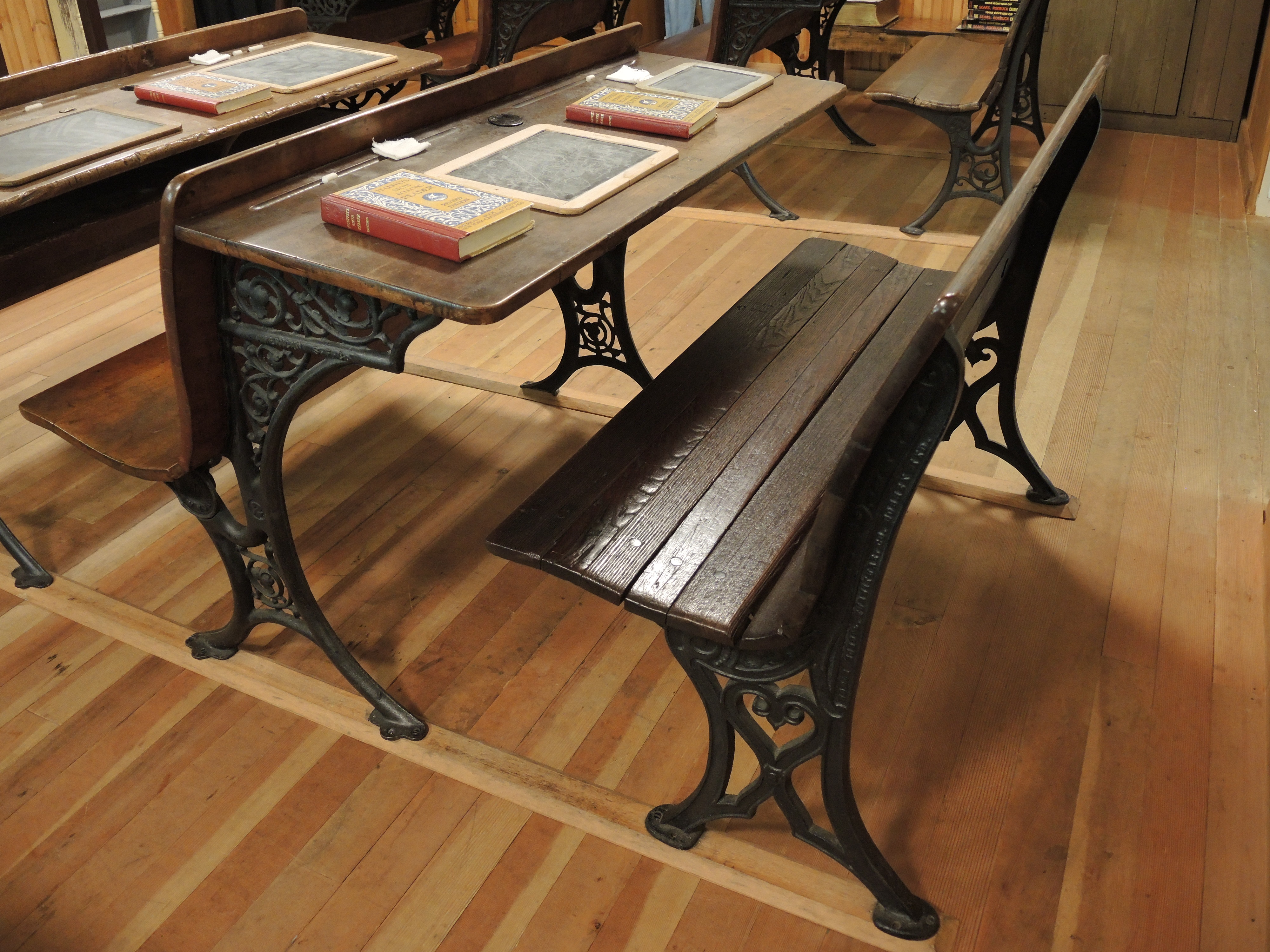
Scrivania da scuola prodotta dalla American SF Company di Buffalo, New York intorno al 1900

Una scrivania per studenti può essere qualsiasi forma di scrivania destinata all'uso da parte di un iscritto all'istruzione elementare, secondaria o post-secondaria. Anna Breadin progettò e brevettò un banco scolastico monoblocco alla fine del 1880, costruito con una sezione del tavolo fissata davanti a un sedile e uno schienale in legno. Prima di questa invenzione, la maggior parte degli studenti in America sedeva su sedie o lunghe panche attorno a lunghi tavoli.

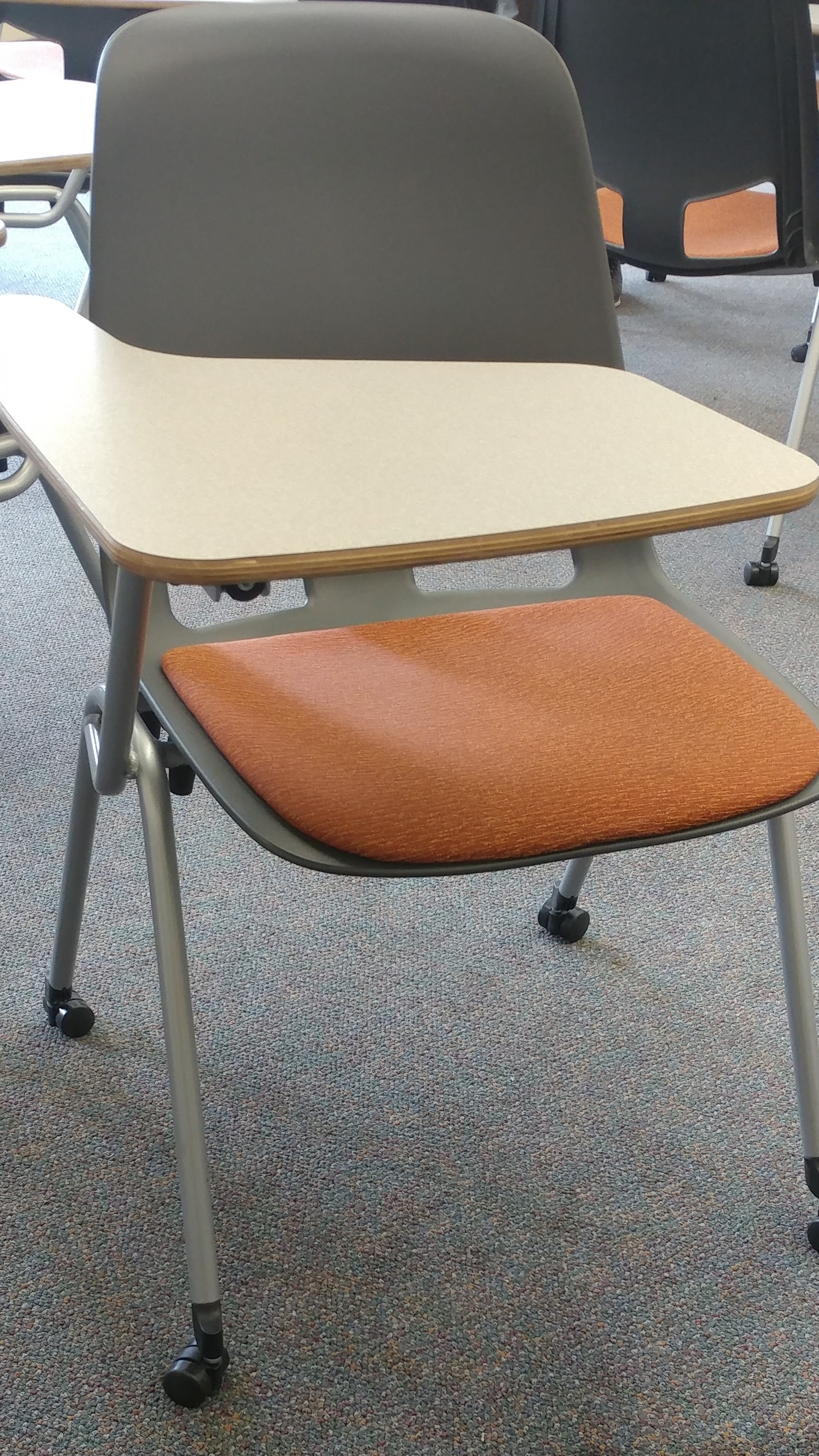
Scrivania e sedia per studenti comunemente utilizzate nelle scuole superiori e nelle università

Nelle case, il termine "scrivania dello studente" designa una piccola scrivania a piedistallo o scrittoio costruita per l'uso da parte di un adolescente o di un pre-adolescente nella propria stanza. Spesso è una scrivania con piedistallo, con solo uno dei due piedistalli e circa due terzi della superficie della scrivania. Tali scrivanie sono talvolta chiamate "scrivanie con piedistallo sinistro" e "scrivanie con piedistallo destro", a seconda della posizione del singolo piedistallo. Queste scrivanie non sono alte come le normali scrivanie per adulti. In alcuni casi la scrivania è collegata dalla sedia al tavolo. In ambito scolastico, soprattutto nelle classi, viene usato il termine "banco" per indicare piccole scrivanie condivise o indipendenti su cui gli studenti scrivono e seguono le lezioni.
Le scrivanie sono solitamente prodotte in serie in acciaio o legno e vendute sul mercato. C'è un'ampia varietà di piani disponibili per gli appassionati di lavorazione del legno per costruire le proprie versioni. Le moderne scrivanie per studenti prodotte in serie sono spesso realizzate con piani dei tavoli in laminato e sedili in plastica stampata in una singola unità combinata, con spazio di archiviazione sotto la scrivania o su un ripiano in filo metallico sotto il sedile. Esistono molte nuove forme di scrivanie per studenti realizzate per massimizzare l'area relativamente ristretta disponibile nella stanza di un bambino. Uno dei più diffusi è lo scrittoio a castello, detto anche "letto a soppalco".

## Influenza dei computer
Fino alla fine degli anni '80, le scrivanie sono rimaste il luogo delle scartoffie e delle "macchine da lavoro", ma il personal computer stava prendendo piede nelle grandi e medie imprese. Le nuove suite per ufficio includevano una credenza "per il ginocchio" che era un posto per un terminale o un personal computer e un ripiano per la tastiera. Ben presto, i nuovi design degli uffici includevano anche suite "a forma di U" che aggiungevano una superficie di lavoro a ponte tra la credenza posteriore e la reception. Durante la recessione nordamericana dei primi anni '90, molti manager e lavoratori esecutivi dovevano eseguire l'elaborazione di testi e altre funzioni precedentemente svolte da pool di dattilografia e segretarie. Ciò ha reso necessario un posizionamento più centrale del computer su questi sistemi di scrivanie "a forma di U".

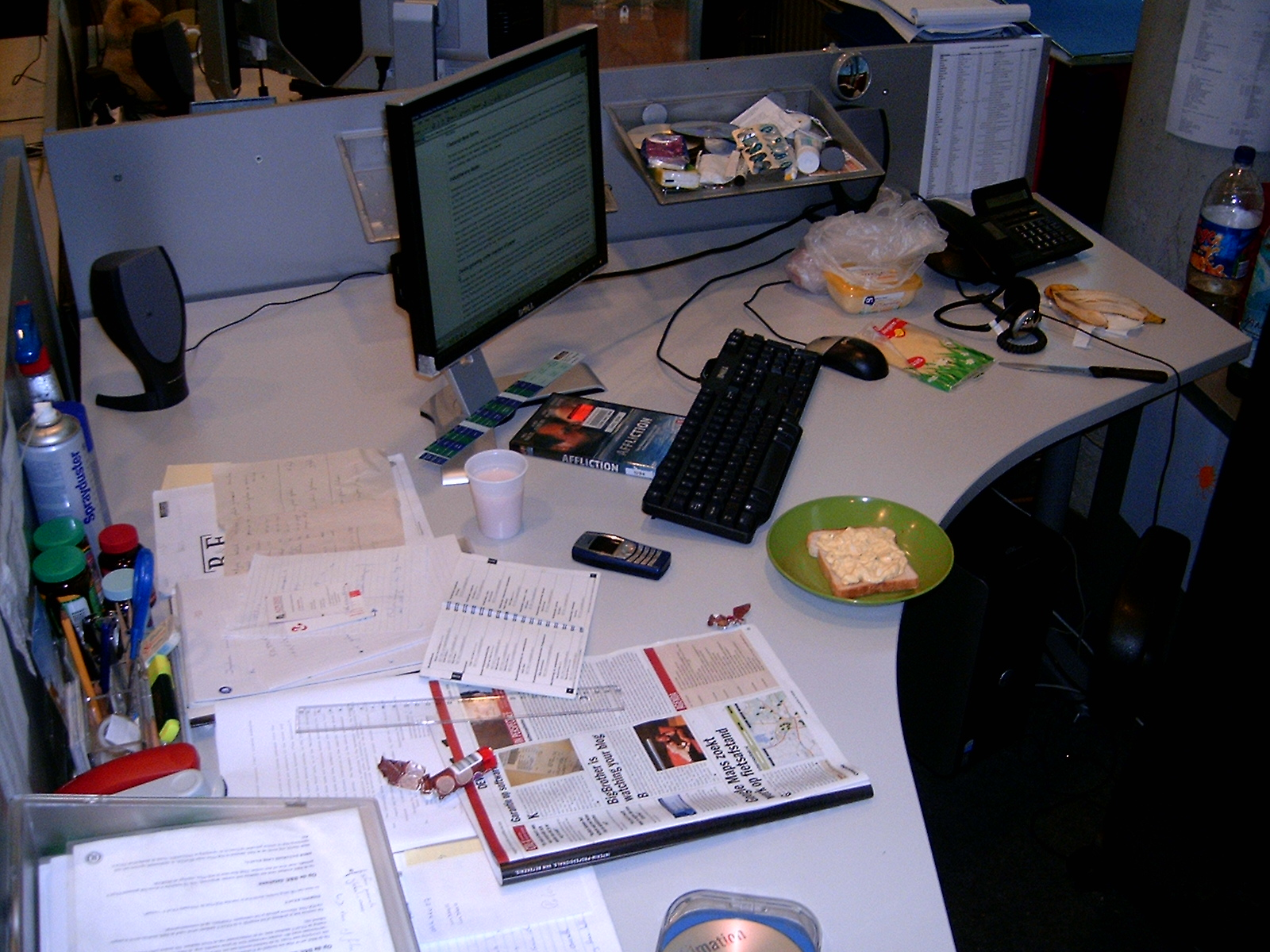
Una scrivania da ufficio in un cubicolo, che mostra la condivisione dello spazio tra componenti del computer e documenti cartacei

Con i computer più diffusi, la "carta per computer" è diventata una fornitura per ufficio. L'inizio di questo boom della carta ha fatto nascere il sogno dell' ”ufficio senza carta”, in cui tutte le informazioni sarebbero apparse solo sui monitor dei computer. Tuttavia, la facilità di stampa di documenti personali e la mancanza di comfort nella lettura del testo sui monitor dei computer hanno portato a una grande quantità di stampa di documenti. La necessità di spazio per la documentazione gareggiava con l'aumento dello spazio sulla scrivania occupato da monitor di computer, computer, stampanti, scanner e altre periferiche. La necessità di più spazio ha portato alcune aziende di scrivanie ad attaccare alcuni elementi accessori al pannello sul retro della scrivania, come prese multiple e gestione dei cavi.
Durante il "boom tecnologico" degli anni '90, il numero degli impiegati è aumentato insieme al costo dell'affitto degli uffici. La scrivania cubicolo (uno spazio di lavoro per ufficio parzialmente chiuso che è separato dagli spazi di lavoro vicini da tramezzi che sono generalmente alti 1,5-1,8 m) è stata ampiamente accettata in Nord America come un modo economico per disporre più addetti alla scrivania nello stesso spazio, senza ridurre ulteriormente le dimensioni delle loro anguste superfici di lavoro. Le pareti del cubicolo sono diventate un nuovo luogo in cui i lavoratori possono apporre documenti e altri oggetti una volta lasciati sulla superficie orizzontale della scrivania. Anche le stesse cornici dei monitor dei computer sono state utilizzate per allegare note di promemoria e biglietti da visita.
All'inizio degli anni 2000, gli impiegati privati hanno scoperto che i loro mobili laterali e posteriori per posizionare il computer rendevano difficile mostrare il contenuto di uno schermo di computer a ospiti o colleghi. I produttori hanno risposto a questo problema creando scrivanie "rivolte in avanti" in cui i monitor dei computer sono posizionati sulla parte anteriore della postazione di lavoro "a forma di U". Questo posizionamento in avanti del monitor del computer promuove una visuale più chiara per salutare i colleghi e consente la visualizzazione comune delle informazioni visualizzate su uno schermo.
La sostituzione degli ingombranti monitor CRT con schermi LCD a schermo piatto ha liberato molto spazio sulle scrivanie. Tuttavia, le dimensioni dei display spesso aumentavano per ospitare più finestre sullo schermo, per visualizzare sempre più informazioni contemporaneamente. Il peso più leggero e il profilo più sottile dei nuovi display hanno consentito di montarli su bracci flessibili, in modo che potessero essere ruotati in vista o spostati e regolati frequentemente secondo necessità.

## Galleria d'immagini

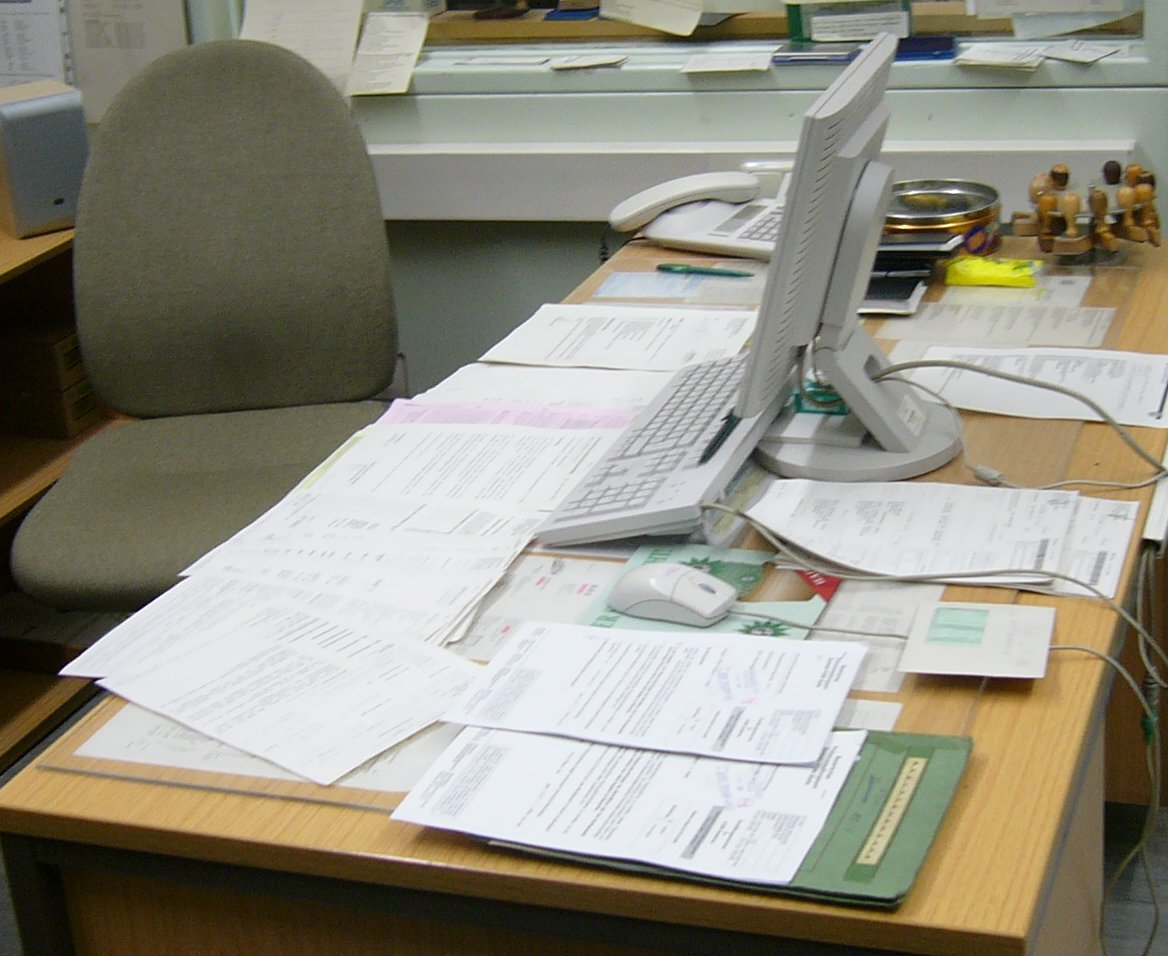
Una scrivania moderna in un ufficio
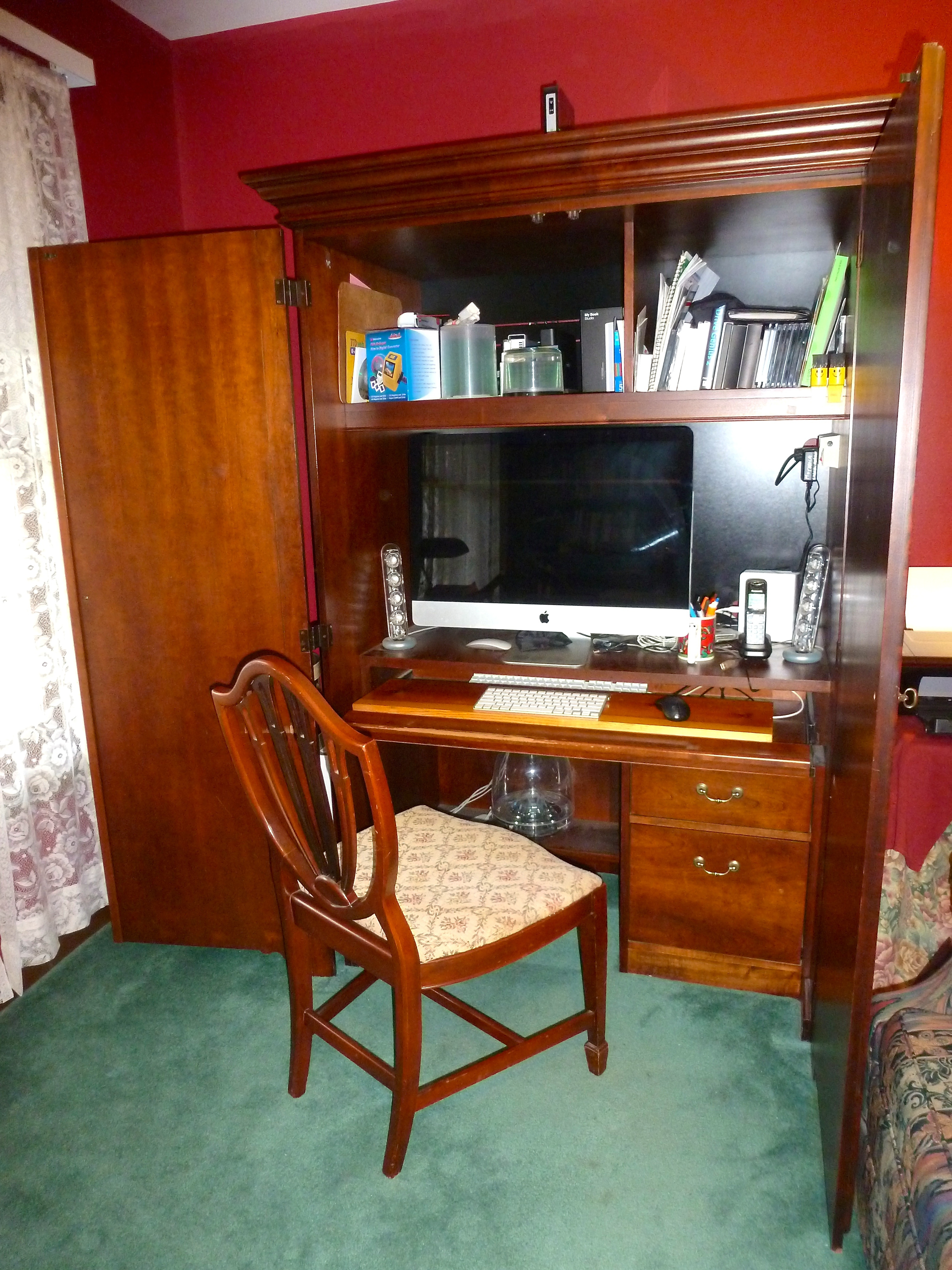
Scrivania-armadio per computer
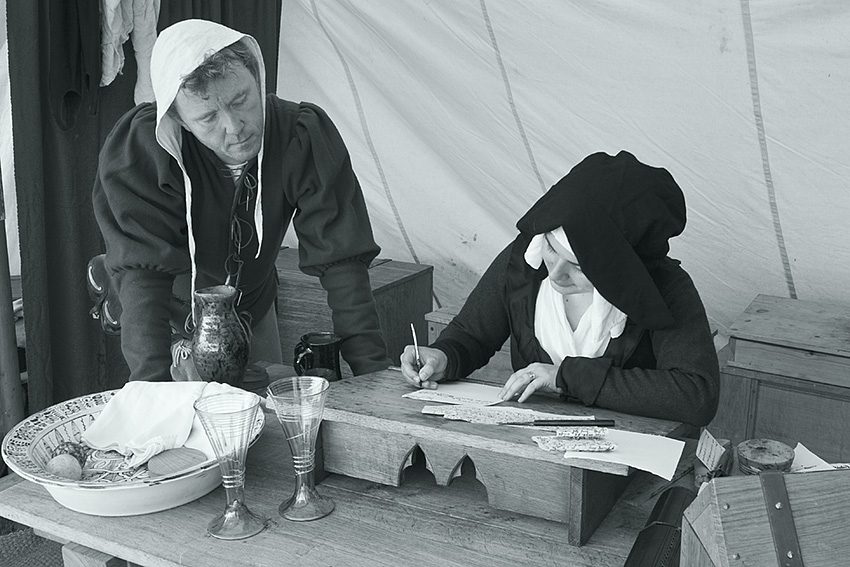
Scrivania portatile, rievocazione storica
Scrivania fatta apposta per lavorare in piedi
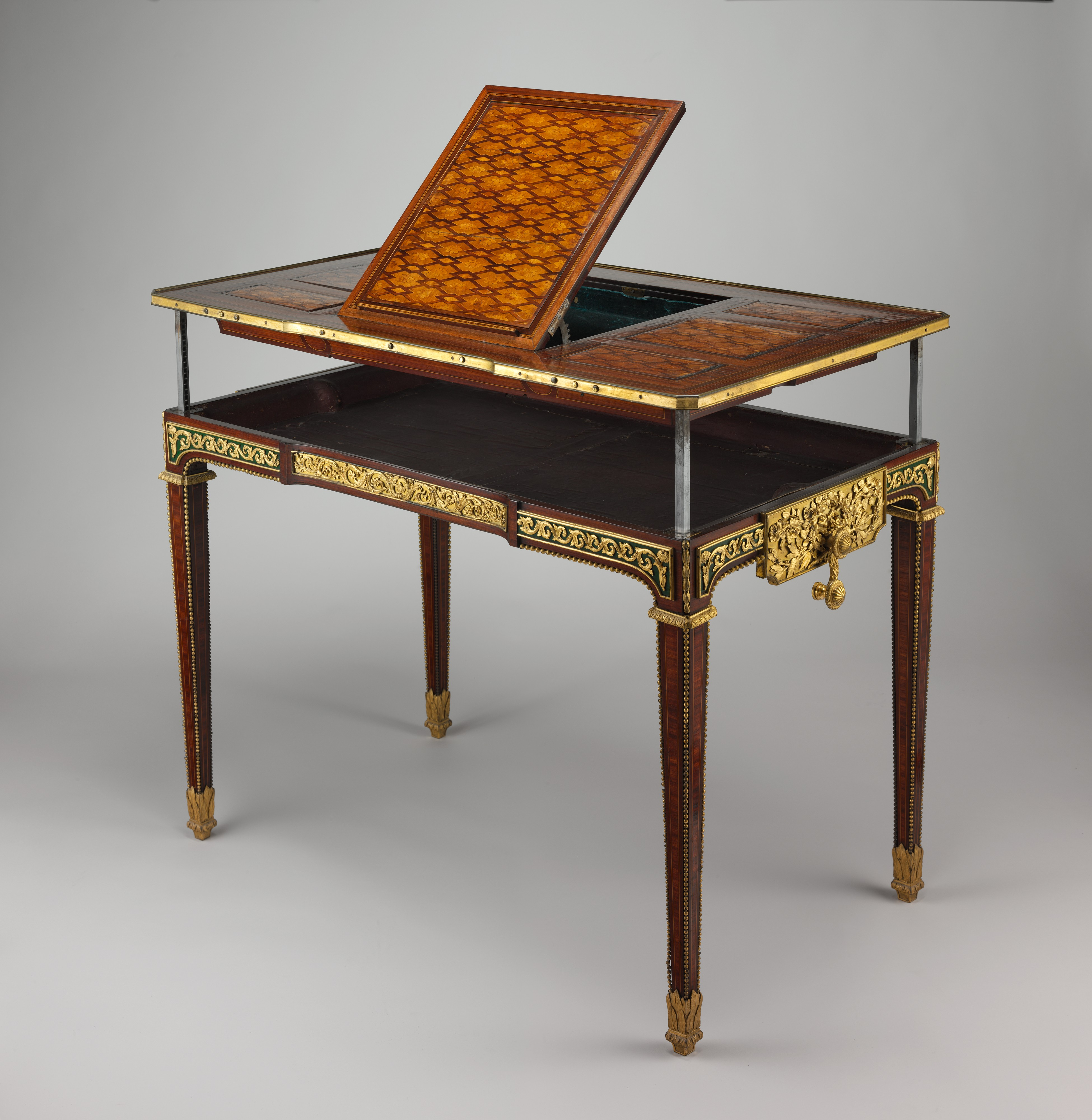
Scrivania del 1778 realizzata per Maria Antonietta da usare durante la gravidanza[14].
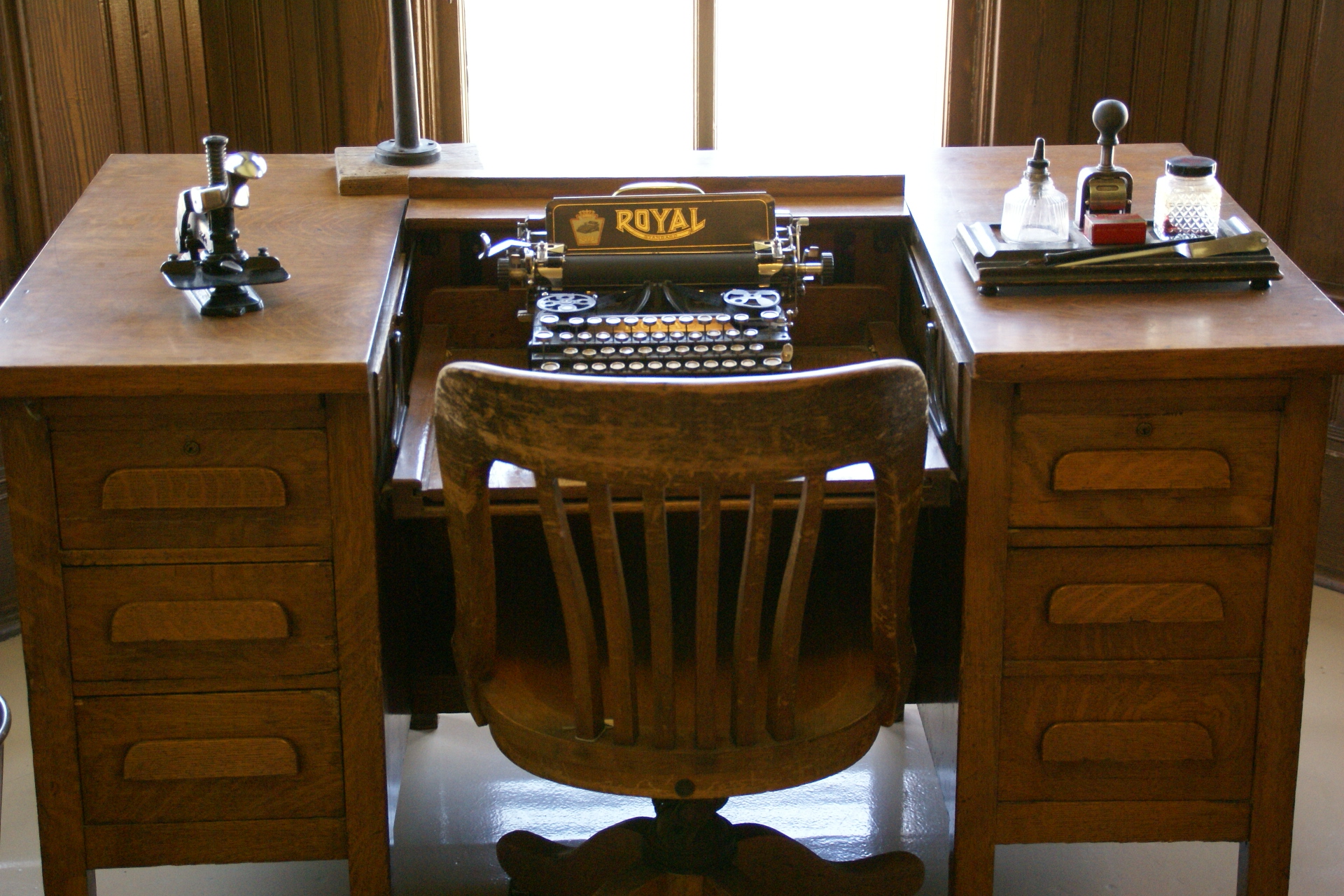
Scrivania per macchina da scrivere presso l'ex stazione ferroviaria (Nevada Northern Railway Museum) a East Ely, Nevada.
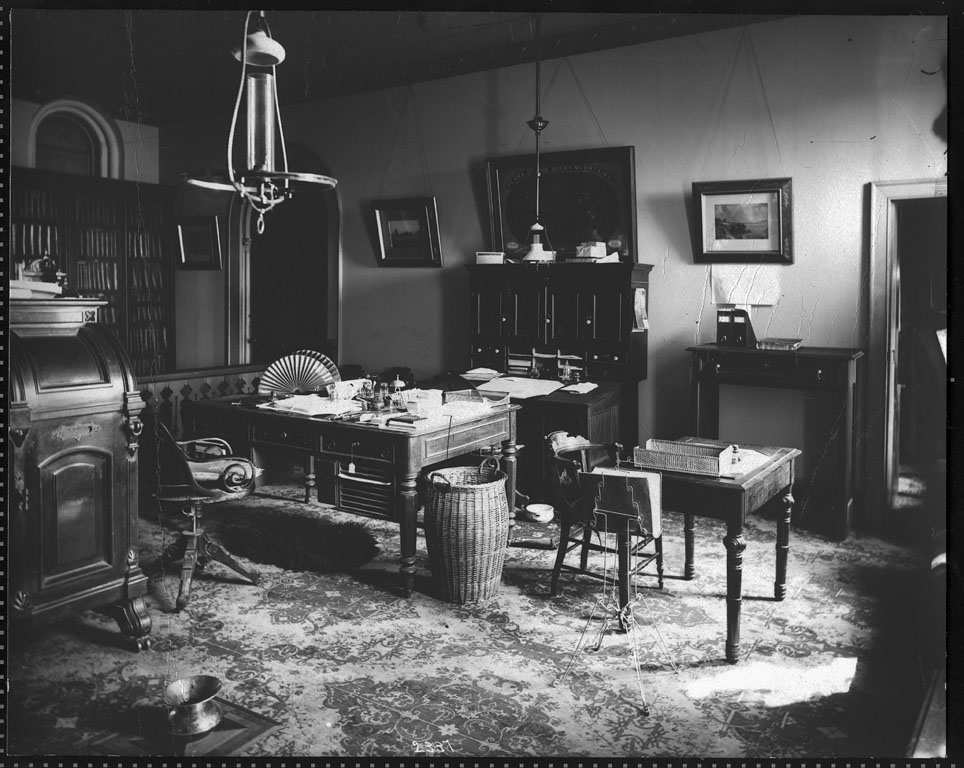
Una scrivania Wooton (a sinistra) nell'ufficio di Spencer Fullerton Baird allo Smithsonian Institution Building, 1878
Impiegati in cubicoli: ognuno di loro è separato dai colleghi da piccole pareti ed ha una scrivania indipendente

## Scrivanie celebri
- Resolute desk, del XIX secolo, regalo della regina Vittoria al Presidente degli Stati Uniti d'America Rutherford B. Hayes nel 1880. È realizzato con i legni della HMS Resolute, una nave britannica abbandonata scoperta da una nave americana e restituita alla regina Vittoria di Gran Bretagna in segno di amicizia e buona volontà. La regina Vittoria commissionò la scrivania a William Evenden, Royal Naval Dockyard a Chatham, in Inghilterra, e la presentò al presidente Rutherford B. Hayes nel 1880.
- Il Bureau du Roi (pronuncia francese: [byʁo dy ʁwa], la scrivania del re), noto anche come segreteria con alzata avvolgibile di Luigi XV (francese: Secrétaire à cylindre de Louis XV), è la scrivania cilindrica reale riccamente decorata che è stata costruita alla fine del regno di Luigi XV, ed è ora di nuovo nella Reggia di Versailles.
- Lo scrittoio di Enrico VIII è uno scrittoio portatile, realizzato intorno al 1525-26 per Enrico VIII. Si trova al Victoria and Albert Museum. La scrivania è un prodotto delle officine reali ed è riccamente abbellita da motivi ornamentali introdotti nel Regno d'Inghilterra da artisti continentali.
- Candy Desk (scrivania delle caramelle), una scrivania del Senato degli Stati Uniti riempita di caramelle. Nacque per caso nel 1965 dal senatore George Murphy, che era solito consumare degli snack durante le sessioni che avvenivano in aula.[15]